# Dăržavno părvenstvo po futbol 1937
Il Dăržavno părvenstvo po futbol 1937 fu la 13ª edizione della massima serie del campionato di calcio bulgaro concluso il 5 ottobre 1937 con la vittoria del Levski Sofia, al suo secondo titolo.

## Formula
Venne disputata una fase regionale in cui ognuno dei quattordici raggruppamenti (sportni oblasti) organizzò un proprio campionato con la vincente qualificata alla fase nazionale.
La competizione nazionale si svolse ad eliminazione diretta con gare di sola andata.

## Squadre partecipanti
| Squadra                   | Città         | Stadio | Federazione regionale |
| ------------------------- | ------------- | ------ | --------------------- |
| Vladislav Varna           | Varna         |        | Varna                 |
| Panayot Volov Shumen      | Šumen         |        | Šumen                 |
| Levski Ruse               | Ruse          |        | Ruse                  |
| Hadzhi Slavchev Pavlikeni | Pavlikeni     |        | Tărnovo               |
| Belite orleta Pleven      | Pleven        |        | Pleven                |
| Tsar Krum Byala Slatina   | Byala Slatina |        | Vraca                 |
| Bdin Vidin                | Vidin         |        | Lom                   |
| Levski Sofia              | Sofia         |        | Sofia                 |
| Levski Dupnitsa           | Dupnica       |        | Kjustendil            |
| Botev Plovdiv             | Plovdiv       |        | Plovdiv               |
| Bulgaria Haskovo          | Haskovo       |        | Haskovo               |
| ZhSK Stara Zagora         | Stara Zagora  |        | Stara Zagora          |
| Chernomorets Burgas       | Burgas        |        | Primorsko             |
| Georgi Drazhev Yambol     | Jambol        |        | Jambol                |

## Fase finale

### Primo turno
| Squadra 1                 | Risultato | Squadra 2               |
| ------------------------- | --------- | ----------------------- |
| PFC Belite orli Pleven    | 4 - 1     | Tsar Krum Byala Slatina |
| Hadzhi Slavchev Pavlikeni | 3 - 1     | ZhSK Stara Zagora       |
| PFC Levski Sofia          | 7 - 1     | Levski Dupnitsa         |
| Vladislav Varna           | 3 - 0     | Panayot V. Šumen        |
| Levski Ruse               | 3 - 0     | Bdin Vidin              |
| Georgi Drazhev Yambol     | 3 - 2     | Chernomorets Burgas     |
| PFC Botev Plovdiv         | 6 - 0     | Bulgaria Haskovo        |

### Quarti di finale
| Squadra 1         | Risultato | Squadra 2                 |
| ----------------- | --------- | ------------------------- |
| Levski Ruse       | 2 - 0     | PFC Belite orli Pleven    |
| PFC Botev Plovdiv | 4 - 0     | Hadzhi Slavchev Pavlikeni |
| Vladislav Varna   | 1 - 0     | Georgi Drazhev Yambol     |

### Semifinali
L'incontro tra il Levski Ruse e il Vladislav Varna terminò 1-1 dopo i tempi supplementari e fu decisa la ripetizione ma la squadra di Varna non si presentò e perse a tavolino.
| Squadra 1        | Risultato | Squadra 2         |
| ---------------- | --------- | ----------------- |
| PFC Levski Sofia | 1 - 0     | PFC Botev Plovdiv |
| Levski Ruse      | 3 - 0     | Vladislav Varna   |

## Finale
Un primo incontro si giocò il 3 ottobre e terminò 1-1 tra le proteste del Ruse perché l'arbitro non fece giocare i tempi supplementari.
| Sofia 5 ottobre 1937 | PFC Levski Sofia | 3 – 0 | Levski Ruse |  |